# Плакольм, Клаудия
Клаудия Плакольм (нем. Claudia Plakolm, род. 10 декабря 1994, Линц) — австрийский политик из Народной партии (ÖVP) и государственный секретарь в федеральном правительстве Нехаммера. Она была приведена к присяге в качестве члена Национального совета 9 ноября 2017 года. С 15 мая 2021 года она является федеральным председателем молодёжного крыла Австрийской народной партии.

## Жизнь
Родилась в Линце, Плакольм была третьей из четырёх братьев и сестёр; выросла в Вальдинге. Её отец — местный мэр от ÖVP Иоганн Плакольм. После окончания начальной школы и школьного центра Kreuzschwestern Linz, где она была лидером школы в 2011/12 учебном году и окончила среднюю школу в 2013 году, она начала изучать экономику в Венском университете экономики и бизнеса, а с октября 2014 года проходит бизнес-образование в Университете Линца.

## Политика

### Первые шаги
В 2012/13 учебном году она была представителем государственных школ Верхней Австрии в регионе, а в 2013/14 учебном году она исполняла обязанности государственного председателя Союза студентов высших учебных заведений, связанного с ÖVP. С февраля 2015 года она является заместителем председателя окружного отделения Молодёжного крыла Австрийской народной партии в округе Урфар-Умгебунг. В октябре 2016 года она была избрана региональным председателем Молодёжного крыла ÖVP Верхней Австрии, в апреле 2019 года она была переизбрана на три года. После выборов в муниципальный совет и мэра Верхней Австрии в 2015 году она представляла АНП в муниципальном совете Вальдинга, а с 2016 года также вошла в состав исполнительного комитета АНП Верхней Австрии.

### Национальный совет
9 ноября 2017 года, в возрасте 22 лет, она была самым молодым членом XXVI созыва Австрийского национального совета. В ходе формирования федерального правительства вскоре после выборов в Национальный совет она вела переговоры на стороне АНП в секции по делам семьи и молодёжи. 25 ноября 2017 года на съезде Молодёжного крыла партии она была избрана заместителем федерального председателя. В парламентском клубе ÖVP она выступает в качестве представителя молодёжи.
На выборах в Национальный совет 2019 года она заняла второе место в избирательном округе Верхней Австрии, уступив лидеру партии АНП Аугусту Вёгингеру. Плакольм была переизбрана в комитет, но в XXVII созыве Австрийского национального совета она уже не является самым молодым его членом. Теперь этот статус принадлежит Яннику Шетти из NEOS. В рамках коалиционных переговоров по формированию правительства в 2019 году она ведёт переговоры в основной группе «Социальное обеспечение, новое правосудие и сокращение бедности».
В июне 2020 года она была назначена преемницей Штефана Шнёлля на посту федерального председателя молодёжного крыла ÖVP. 15 мая 2021 года она была избрана 94,39 процентами голосов на пост преемницы Шнёлля.

### Государственный секретарь
6 декабря 2021 года она была приведена к присяге как член федерального правительства Нехаммера в качестве государственного секретаря по делам молодёжи и поколений в Федеральной канцелярии. Её мандат в Национальном совете достался Андреа Хольцнер.